# Heilig-Kreuz-Kapelle (Machtilshausen)

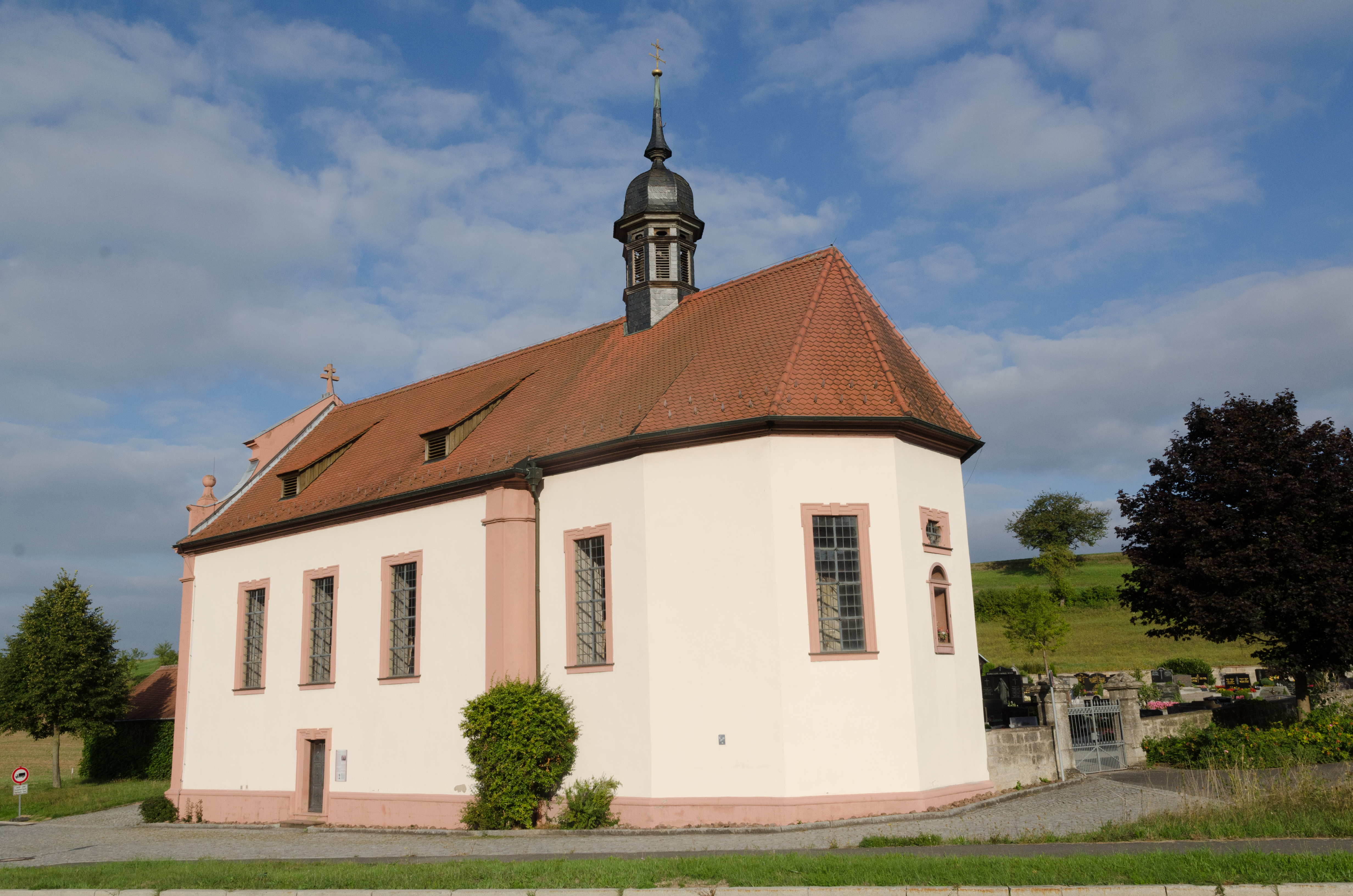
Die Heilig-Kreuz-Kapelle in Machtilshausen

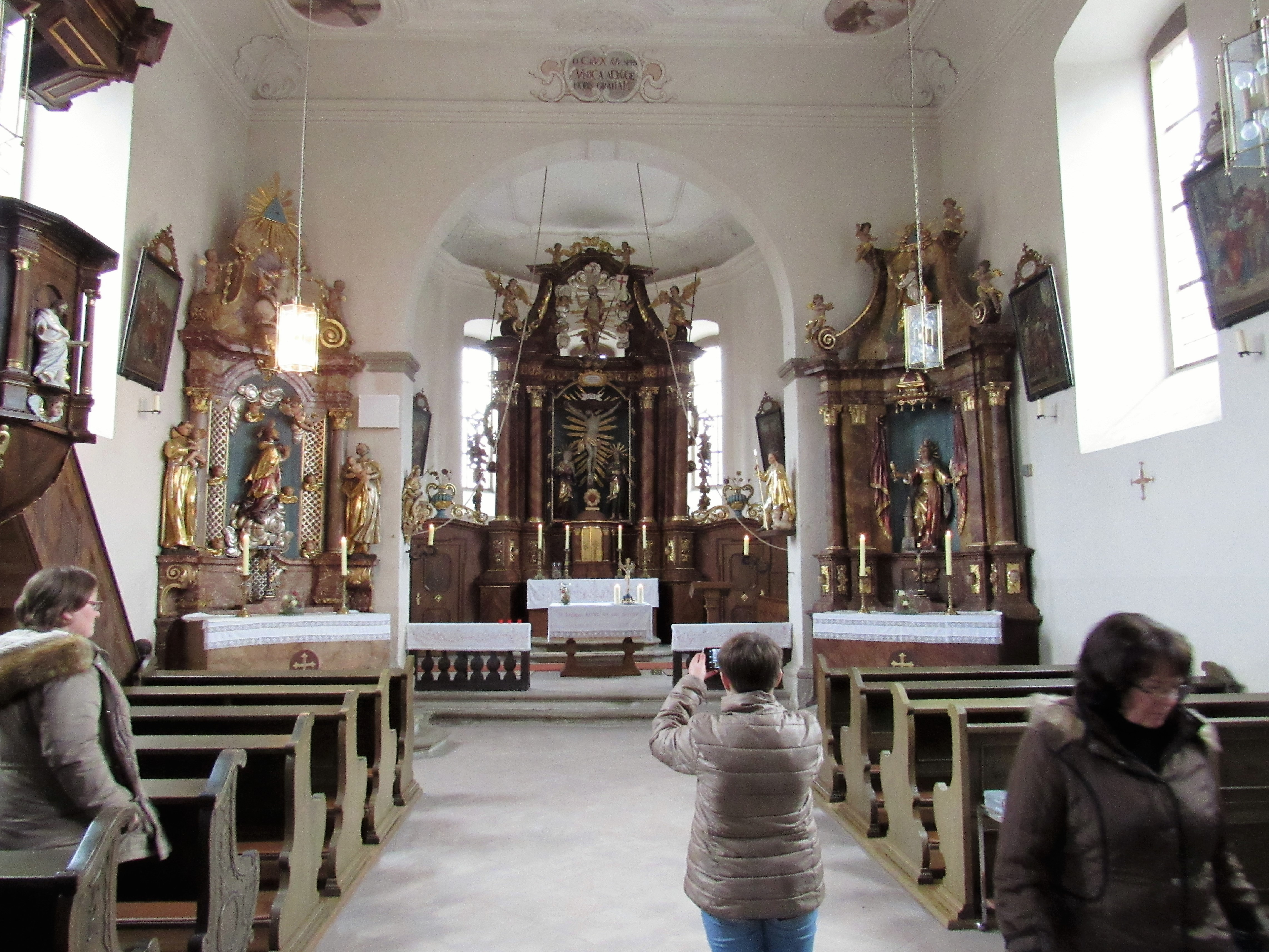
Innenraum der Kapelle

Die Heilig-Kreuz-Kapelle befindet sich in Machtilshausen, einem Ortsteil des in Unterfranken gelegenen Marktes Elfershausen. Die Kapelle gehört zu den Baudenkmälern von Elfershausen und ist unter der Nummer D-6-72-121-41 in der Bayerischen Denkmalliste registriert.

## Geschichte
Es wird vermutet, dass sich am Standort der heutigen Heilig-Kreuz-Kapelle eine altgermanische Opferstätte befand. Christliche Missionare stellten hier als Zeichen ihres Glaubens ein Kreuz auf. Ob, wie der Volksmund sagt, der Hl. Kilian hier predigte, ist nicht gesichert. Bis in die 1960er-Jahre hinein wurde am Sonntag nach Kiliani eine Pilgerfahrt von Westheim zur Heilig-Kreuz-Kapelle abgehalten.
Im Jahr 1578 wurde hier eine kleine Holzkapelle errichtet, die 1669 wegen der steigenden Anzahl der Wallfahrer erweitert werden musste. Die Maßnahme wurde von den Opferpfennigen der Wallfahrer finanziert.
Nach einem Anstieg der Einnahmen durch die Opferpfennige wurde von 1730 bis 1733 die heutige Heilig-Kreuz-Kapelle gebaut. Die Weihe und die Benediktion fanden am 3. Oktober 1744 durch den Würzburger Weihbischof Johann Bernard Mayer, Titularbischof von Chrysopolis, statt. Gleichzeitig wurden der Hauptaltar dem Heiligen Kreuz, der linke Seitenaltar dem Hl. Johannes Nepomuk und der rechte Seitenaltar der Hl. Barbara geweiht. Zuständig für die Kapelle wurde Langendorf.
Im Jahr 1741 bekam Martin Weber aus Weisbach die ein Jahr zuvor beantragte Erlaubnis, bei der Heilig-Kreuz-Kapelle eine Eremitage einzurichten, musste diese aber anderthalb Jahre später wegen üblen Aufführens wieder aufgeben.
Im Jahr 1742 gewährte der Würzburger Weihbischof zum Fest der Kreuzerhöhung am 14. September einen vollkommenen Ablass und übersandte ein Kreuzpartikel.
Im Jahr 1840 entstand um die Kapelle herum ein Friedhof. Vorher befand sich dieser an der Machtilshausener St.-Jakobus-Kirche.
Als im Jahr 1910 die St.-Jakobus-Kirche umgebaut wurde, büßte die Heilig-Kreuz-Kapelle an Bedeutung ein. Später fand in dieser Hinsicht eine Bewusstseinsänderung ein, so dass die Kapelle von 1978 bis 1981 umfassend renoviert werden konnte.
Nach vier Fällen von Einbrüchen musste die Tür verschlossen und nach dem Anschluss an das Stromnetz eine Alarmanlage installiert werden.

## Orgel
Im Jahr 1909 erhielt die Heilig-Kreuz-Kapelle als op. 517 eine Orgel der Firma Gebrüder Link aus Giengen an der Brenz mit acht Registern auf zwei Manualen und Pedal. Das unverändert erhaltene Instrument mit älterem klassizistischem Prospekt von Heinrich Menger aus Euerdorf wurde 2018 durch Hey Orgelbau aus dem Ostheimer Ortsteil Urspringen denkmalschutzgerecht restauriert. Es verfügt über mechanische Kegelladen. Seine Disposition lautet:
| I Hauptwerk C–f3 |              |    |
| 1.               | Principal    | 8′ |
| 2.               | Großgedeckt0 | 8′ |
| 3.               | Octav        | 4′ |
| 4.               | Octav        | 2′ |

| II Oberwerk C–f3 |                 |    |
| 5.               | Principalflöte0 | 8′ |
| 6.               | Salicional      | 8′ |
| 7.               | Flöt d’amour    | 4′ |

| Pedal C–d1 |         |     |
| 8.         | Subbaß0 | 16′ |

- Koppeln: Manualcopplung (II/I), Pedalcopplung (I/P)

## Glocken
Die ersten Glocken der Heilig-Kreuz-Kapelle waren eine 1732 gegossene und eine ältere Glocke (möglicherweise aus dem 15. Jahrhundert), die vermutlich aus der ersten Pfarrkirche von Machtilshausen hierher kam. Die heutigen Glocken wurden 1953 gestiftet und von Karl Czudnochowsky aus Erding geliefert. Sie sind 68 und 34 kg schwer und erklingen in g2 und b2.